# رود فوكس
رود فوكس هو سياسي كندي، ولد في 1980 في كندا. حزبياً، نشط في Wildrose Party ‏ والرابطة التقدمية المحافظة في ألبرتا ‏. وقد انتخب عضو الجمعية التشريعية ألبرتا.